# Copa Independência de Futebol Sub-17
A Copa Independência de Futebol Sub-17 é um torneio que reúne equipes da categoria de diversos países, com o intuito de descobrir novos talentos para o futebol mundial. A competição marca também as comemorações do bicentenário da Independência do México. A competição ocorre no fim do mês de agosto, em seus respectivos anos.

## História
A Copa Independência Sub-17 nasceu com o propósito de ser um torneio afim confrontar equipes inferiores até as equipes mais importantes do futebol mexicano e internacional. A ideia de Walter Orme Diretor Geral, Henry Lagarde Diretor de Operações e Antonio Alonso Diretor Desportivo tomou forma, juntamente com o apoio de grandes patrocinadores, além da ideia de ser um torneio para descobrir os novos talentos do futebol.

### 2010
Com o apoio do Grupo Televisa, Rentable, Lotería Nacional de México, Cadena Rasa e CONADE, a primeira edição da chamada Copa Independencia Bicentenario Sub17 foi realizada.
Nesta primeira edição o torneio foi disputado no sistema de todos contra todos, até se definirem os finalistas que disputariam o título no famoso Estádio Azteca. No jogo decisivo o São Paulo venceu o Chivas Guadalajara, se sagrando o primeiro campeão da competição. 
Novos talentos do futebol vieram à tona nesta primeira edição, como Lucas Piazón, Rodrigo Caio, El Cubo e Rodrigo Fernández.

### 2011
A segunda edição se chamou Copa Independencia SEDESOL Sub17 devido a questões de patrocínio, a edição que ao contrário do crescimento significativo e interesse de clubes nacionais e internacionais para a participação no concurso se materializou. A final da edição de 2011 disputada entre as equipes do Cruz Azul e Boca Juniors teve caráter muito emocionante, quando os Xeneizes venceram com um gol no último minuto da partida.
Esta edição contou com a participação de vários mexicanos campeões mundiais Sub-17 como Paco Flores do Cruz Azul, Marcelo Gracia do Monterrey e Aaron Sandoval do Pumas, além do jogador Ademilson do São Paulo e do selecionado brasileiro.

### 2012
A Copa Independência de 2012 teve um bom número de gols durante a competição, jogos de alta exigência técnica, uma Fiorentina "africanizada" surpreendente, um sempre competitivo Boca Juniors, um Barcelona fiel ao seu estilo de jogo "institucional" e um campeão indiscutível, pela primeira vez o time mexicano Chivas Guadalajara conquistou o título em uma final diante de mais de 15 mil espectadores no Estádio Azteca.

### 2013
O Chivas Guadalajara se tornou o primeiro bicampeão da Copa Independência Sub-17. Desenvolvendo um futebol vertical, ordenado e com elenco competitivo o Chivas venceu cinco dos seis jogos que disputou, empatando um e se tornando campeões invictos desta quarta edição. Uma final disputada que contou com apenas um gol contra um time do Tigres, que lutou até o último minuto provando que merecia ter chegado à esta final. O Tigres se tornou a grande surpresa desta edição, por ter sido um time ordenado, veloz e com grande técnica, que em sua primeira participação na competição, chegou ao vice-campeonato. Cerca de 18 mil pessoas testemunharam a grande final no Estádio Azteca, dando a estes jovens uma experiência inesquecível.
O terceiro colocado foi o Pumas do México, que melhorou em relação às suas participações anteriores. Eles ficaram a um passo de chegar à grande final, quando foram derrotados nos pênaltis pelo Tigres. Outra equipe que deixou uma boa impressão foi a Universidad de Chile que ficou com o quarto lugar, fazendo um ótimo papel e se colocando em posição melhor ante as equipes estrangeiras que participaram desta edição.

## Títulos

### Por clubes
| Clube                | Títulos        | Vice     | Terceiro | Quarto         |
| -------------------- | -------------- | -------- | -------- | -------------- |
| Chivas Guadalajara   | 2 (2012, 2013) | 1 (2010) | —        | —              |
| São Paulo            | 1 (2010)       | 1 (2011) | —        | —              |
| Boca Juniors         | 1 (2011)       | —        | —        | 2 (2010, 2012) |
| Cruz Azul            | —              | 1 (2011) | 1 (2010) | —              |
| Fiorentina           | —              | 1 (2012) | —        | —              |
| Tigres UANL          | —              | 1 (2013) | —        | —              |
| Internacional        | —              | —        | 1 (2012) | —              |
| Pumas                | —              | —        | 1 (2013) | —              |
| Pachuca              | —              | —        | —        | 1 (2011)       |
| Universidad de Chile | —              | —        | —        | 1 (2013)       |

### Por país
| País      | Títulos        | Vices                | 3º lugar       | 4º lugar       |
| --------- | -------------- | -------------------- | -------------- | -------------- |
| México    | 2 (2012, 2013) | 3 (2010, 2011, 2013) | 2 (2010, 2013) | 1 (2011)       |
| Brasil    | 1 (2010)       | —                    | 2 (2011, 2012) | —              |
| Argentina | 1 (2011)       | —                    | —              | 2 (2010, 2012) |
| Itália    | —              | 1 (2012)             | —              | —              |
| Chile     | —              | —                    | —              | 1 (2013)       |